# Династія Північна Чжоу
Дина́стія Північна Чжоу (кит. трад.: 北周朝; піньїнь: Bĕi Zhōu Cháo) — династія, що правила частиною півночного Китаю у період Північних та Південних царств. Постала після падіння династії Західна Вей. Засновником виступив Юйвень Ху. 

## Історія
Тривалий час боролася за владу на півночі країни з династією Північна Ці, зрештою розгромивши останню. Була повалена династією Суй.
Найбільш значущим володарем був Юйвень Юн (під ім'ям У-ді). У 555 році розгромлено царство Лян. Було заборонено даосизм та буддизм. 

## Культура
Водночас продовжувався розвиток традиційного мистецтва, зокрема виготовлення бронзових виробів. В цей час працював визначний художник Чжан Цзицянь.

## Імператори
| Посмертне ім'я              | Особисте ім'я                    | Роки правління | Девіз і роки правління |
| --------------------------- | -------------------------------- | -------------- | --- |
| Сяо Мін-ді 孝閔帝 Xiàomǐndì | Юйвень Цзюе 宇文覺 Yǔwén Jué     | 557            | - відсутнє |
| Мін-ді 明帝 Míngdì          | Юйвень Юй 宇文毓 Yǔwén Yù        | 557–560        | - Учен (武成 Wǔchéng) 559–560                                                                                                   |
| У-ді 武帝 Wǔdì              | Юйвень Юн 宇文邕 Yǔwén Yōng      | 561–578        | - Баодін (保定 Bǎodìng) 561–565 - Тяньхе (天和 Tiānhé) 566–572 - Цзяньде (建德 Jiàndé) 572–578 - Сюаньчжен (宣政 Xuānzhèng) 578 |
| Сюань-ді 宣帝 Xuāndì        | Юйвень Юнь 宇文贇 Yǔwén Yūn      | 578–579        | - Дачен (大成 Dàchéng) 579 |
| Цзін-ді 貞陽侯 Zhēnyánghóu  | Юйвень Чань 蕭淵明 Xiāo Yuānmíng | 579—581        | - Дасян (大象 Dàxiàng) 579–581 - Дадін (大定 Dàdìng) 581                                                                        |